# غايا (رسام)
غايا (بالإنجليزية: Gaia)‏ هو رسام أمريكي، ولد في 1988.